# Les Bordes (Yonne)
Les Bordes è un comune francese di 524 abitanti situato nel dipartimento della Yonne nella regione della Borgogna-Franca Contea.

## Società

### Evoluzione demografica
Abitanti censiti